# ذو الوجهين (شخصية مصورة)
ذو الجهين (هارفي دينت) (بالإنجليزية: Two-Face, Harvey Dent)‏ هو شرير خارق ظهر في الكتب المصورة التي نشرتها دي سي كوميكس، كخصم للبطل الخارق باتمان. تم إنشاء الشخصية بواسطة Bob Kane وBill Finger وظهرت لأول مرة في Detective Comics حلقة 66 في أغسطس 1942. كواحد من أكثر أعداء باتمان ثباتًا، ينتمي ذو الوجهين إلى مجموعة الأعداء الذين يشكلون مجموعة باتمان المحتالين.
كان هارفي دينت، الذي كان سابقًا مدعيًا حيًا لامعًا ومستقيمًا في مدينة جوثام، مصابًا بندوب بشعة على الجانب الأيسر من وجهه بعد أن ألقى رئيس العصابة سال ماروني مواد كيميائية حمضية عليه أثناء محاكمة المحكمة. بعد ذلك يصاب بالجنون ويتبنى شخصية «ذات الوجهين»، ليصبح مجرمًا مهووسًا بالرقم الثاني زعملة نقدية يحملها بيده، ومفهوم الازدواجية، والصراع بين الخير والشر. في السنوات اللاحقة، صور الكتاب هارفي دينت على أنه يعاني من اضطراب الهوية الانفصامي، مع أن ذو الوجهين تغييرًا، والذي نشأ عن الإساءة التي تلقاها من والده خلال طفولته. يتخذ ذو الوجهين بقلق شديد جميع القرارات المهمة عن طريق قلب عملة معدنية برأسين، والنصف الآخر مشوبًا بالندوب، منحه إياه والده. تم إنشاء النسخة الحديثة على أنها كانت ذات يوم صديقًا شخصيًا وحليفًا لجيمس جوردون وباتمان، وكذلك أفضل صديق لأنا باتمان المتغيرة بروس واين.
لا تمتلك شخصية ذو الوجهين أي قوى خارقة، وبدلاً من ذلك يعتمد على إتقانه في اطلاق النار والرماية والقتال البدني، والذي تم تحسينه بعد أن تم تدريبه بواسطة ديثستروك وباتمان. كمحامي سابق، يستخدم خبرته في القانون الجنائي وعلم الجريمة وإجراءات الشرطة لابتكار جرائمه.
في عام 2009، احتلت شخصية ذو الوجهين المرتبة رقم 12 في قائمة IGN لأفضل 100 كتاب كوميكس على مر العصور. ظهرت الشخصية في العديد من التعديلات الإعلامية، مثل الأفلام الروائية والمسلسلات التلفزيونية وألعاب الفيديو. تم التعبير عن ذو الوجهين بواسطة ريتشارد مول في عالم الرسوم المتحركة DC، وTroy Baker في Batman: Arkham series، وBilly Dee Williams في The Lego باتمانMovie، وWilliam Shatner في باتمان وذو الوجهين. تشمل الصورة الحية لبيلي دي ويليامز في باتمان (مثل هارفي دينت قبل تشويهه فقط)، وتومي لي جونز في باتمان للأبد، وآرون إيكهارت في فيلم The Dark Knight، ونيكولاس داجوستو في المسلسل التلفزيوني جوثام.

## تاريخ نشر الشخصية
ظهر ذو الوجهين لأول مرة في ديتكتيف كومكس رقم 66 باسم هارفي ابولو كينت؛  غيرت القصص اللاحقة اسمه إلى «هارفي دينت» لتجنب الارتباط بسوبرمان (كلارك كينت). ظهرت الشخصية ثلاث مرات فقط في الأربعينيات، وظهرت مرتين فقط في الخمسينيات (دون احتساب المحتالين المذكورين أدناه). بحلول هذا الوقت، تم إسقاطه لصالح المزيد من الأشرار، على الرغم من ظهوره في إصدار عام 1968 (أفضل كاريكاتير في العالم رقم 173)، حيث أعلن باتمان أنه المجرم الذي يخشاه كثيرًا. في عام 1971، أعاد الكاتب دينيس أونيل فيلم ذو الوجهين إلى الوراء، وبعد ذلك أصبح أحد أبرز أعداء باتمان.
في سيرته الذاتية، يدعي مبتكر باتمان، بوب كين، أنه مستوحى من قصة روبرت لويس ستيفنسون الغريبة للدكتور جيكل والسيد هايد، وتحديداً نسخة فيلم عام 1931 التي رآها عندما كان طفلاً. تم استلهام بعض الإلهام أيضًا من شخصية اللب Black Bat، التي تضمنت قصتها الأصلية وجود حمض متناثر على وجهه.
في أعقاب مراجعة فرانك ميلر عام 1986 لأصل باتمان (انظر باتمان: السنة الأولى)، أعاد أندرو هيلفر كتابة تاريخ ذو الوجهين لمطابقته. هذا الأصل، المقدم في باتمان أنوال (المجلد 1) رقم 14، عمل على التأكيد على مكانة دينتكشخصية مأساوية، مع قصة خلفية تضمنت أبًا مسيئًا ومدمنًا على الكحول، وصراعات مبكرة مع اضطراب الهوية الانفصالي والبارانويا.
ثبت أيضًا، في باتمان: السنة الأولى، أن هارفي دينت كان أحد حلفاء باتمان الأوائل. كان لديه علاقات واضحة مع كل من باتمان والمفوض جيمس جوردون، مما جعله عدوًا شخصيًا ومزعجًا لكلا الرجلين.

## السيرة الشخصية الخيالية

### ما قبل الأزمة
نسخة ما قبل الأزمة من ذو الوجهين هي هارفي كينت، المدعي العام الشاب الوسيم لمدينة جوثام. أحد رجال العصابات يلقي بحمض على وجهه أثناء المحاكمة، مما يؤدي إلى تندب نصف وجهه. بعدها ومدفوعًا بالجنون من خلال تفكيره، أعاد تسمية نفسه ذو الوجهين وذهب في ثورة عارمة إجرامية، حيث قرر بقطعة من عملته المحظوظة ما إذا كان يخالف القانون أو يقوم بأعمال خيرية. قبض عليه باتمان وروبن في النهاية، وتمت إعادة تأهيله بفضل الجراحة التجميلية. لكن القصص اللاحقة تصوره على أنه عاد إلى الجريمة بعد إعادة تشويهه. كتب الكاتب ليس دانيلز أن ذو الوجهين الأوائل كان "أخطر أعداء باتمان فتكًا". وأضاف أن ذو الوجهين بدا وكأنه يزعج حتى مبدعيه الذين شفوه من خلال الجراحة التجميلية في نهاية ظهوره الثالث عام 1943".

### ما بعد الأزمة
تم تصوير نسخة ما بعد الأزمة من هارفي دينت على أنها كانت تعيش طفولة غير سعيدة. كان والده مدمنًا عقليًا على الكحول وكان يضربه بانتظام، وغالبًا ما يقرر ما إذا كان سيعامل ابنه بوحشية أم لا بناءً على قلب عملة الحظ الخاصة به. غرس الإساءة في دينت صراعه المستمر مع الإرادة الحرة وعدم قدرته في نهاية المطاف على اتخاذ الخيارات بمفرده، والاعتماد على العملة في اتخاذ جميع قراراته. تم تشخيص دينتباضطراب الهوية الانفصالية في سن مبكرة، لكنه تمكن من إخفاء أمراضه، وبفضل أخلاقيات العمل التي لا تتزعزع، ارتقى في صفوف مكتب المدعي العام لمدينة جوثام حتى أصبح في سن 26، أصغر DA في تاريخ المدينة. حتى أن المفتش جوردون اشتبه في أن دينت يمكن أن يكون باتمان، لكنه تجاهل هذا الشك عندما أدرك أن دينتيفتقر إلى الموارد المالية للحارس. يشكل دينتتحالفًا مع جوردون وباتمان لتخليص جوثام من الجريمة المنظمة. رئيس العصابة كارمين فالكوني رشى مساعد المدعي العام الفاسد فيرنون فيلدز لتزويد ملازمه سال ماروني، الذي يحاول دينتبتهمة القتل، بحمض الكبريتيك؛ يلقي ماروني الحمض في وجه دينتأثناء الاستجواب، مما يتسبب في ندوب مروعة في الجانب الأيسر من وجه دنت. يهرب دينتمن المستشفى ويعيد اكتشاف نفسه على أنه رجل العصابات ذو الوجهين. يخدش وجهًا لعملة والده، ويستخدمها ليقرر ما إذا كان سيرتكب جريمة. أخيرًا، ينتقم ذو الوجهين من فالكونو وفيلد وماروني، لكن باتمان تم القبض عليه، مما أدى إلى سجنه في اركام سلايم.
خلال قصة باتمان: النصر المظلم، القاتل المتسلسل هانغ مان يستهدف العديد من رجال الشرطة الذين ساعدوا في صعود هارفي دينت إلى مكتب DA. يجمع ذو الوجهين مجرمي جوثام للمساعدة في تدمير أباطرة الجريمة في المدينة. بعد صراع ذروته في كهف الوطواط، تم خيانة ذو الوجهين من قبل الجوكر، الذي أطلق النار على دينت، مما تسبب في سقوطه في هوة ويفترض أن يموت. يعترف باتمان في أعقاب ذلك أنه حتى لو نجا ذو الوجهين، فقد ذهب هارفي دينت إلى الأبد. خلال فترة لاحقة بكثير، تم الكشف عن أن ذو الوجهين قتلت والد جيسون تود، روبن الثاني. عند محاولة القبض على ذو الوجهين، يضع جاسون المجرم لفترة وجيزة تحت رحمته، لكنه يترك عقوبة ذو الوجهين يقررها القانون. يعمل ذو الوجهين بالمثل كـ «معمودية بالنار» لخليفة جايسون، تيم دريك. عندما يكون باتمان تحت رحمة ذو الوجهين، يرتدي تيم بدلة روبتن لإنقاذ باتمان.
في Arkham Asylum: A Serious House on Serious Earth، يستبدل أطباء اركام عملة دينتبالنرد وفي النهاية سطح اوراق تاروت ؛ ولكن بدلاً من الاعتماد على الذات، أصبح دينت غير قادر الآن على اتخاذ حتى أصغر القرارات - مثل الذهاب إلى الحمام. يعيد باتمان العملة، ويخبر ذو الوجهين أن يستخدمها ليقرر قتله. يغادر باتمان بأمان، لكن من الواضح أن ذو الوجهين اتخذ قراره الخاص بالسماح لباتمان بالعيش. في قصة ارض بلا رجال، حيث دمر زلزال مدينة جوثام، يدعي ذو الوجهين جزءًا من المدينة المدمرة، ويقيمون في غوثام سيتي هول، ويشكلون تحالفًا مؤقتًا مع المحقق غوردون لمشاركة منطقة معينة. تم إسقاط إمبراطوريته من قبل بين (الذي يعمل من قبل ليكس لوثر)، الذي دمر عصابة ذو الوجهين أثناء تدميره لقاعة السجلات في المدينة. يختطف ذو الوجهين جوردون ويقدمه للمحاكمة على أنشطته بعد إعلان مدينة جوثام «أرضًا خالية من البشر»، مع تو-فيس كقاض ومدعي عام لتحالف جوردون غير الشرعي معه؛ يلعب جوردون في وقت لاحق على نفسية الوجهين المنقسمة ليطالب هارفي دينتكمحامي دفاع عنه. قام دينتبفحص ذو الوجهين وفاز ببراءة جوردون، وحدد أن ذو الوجهين قد ابتز جوردون بشكل فعال من خلال الإيحاء بأنه ارتكب جرائم قتل لمساعدة المفوض. خلال هذا الوقت، يلتقي ذو الوجهين أيضًا بالمحقق ريني مونتايا. يصل مونتويا إلى شخصية دينتفي وجهين وهو لطيف معه. يقع في حبها رغم أن الرومانسية من طرف واحد. أخيرًا في سلسلة غوثام سينترال، يخرج عنها كمثلية ويؤطرها للقتل، على أمل أنه إذا أخذ كل شيء منها، فلن يترك لها أي خيار سوى أن تكون معه. كانت غاضبة، ويقاتل الاثنان من أجل السيطرة على بندقيته حتى تدخل باتمان، مما أدى إلى عودة ذو الوجهين إلى أركهام.
في الكتاب الهزلي باتمان: ذو الوجهين - الجريمة والعقاب، يلتقط ذو الوجهين والده، ويخطط لإذلاله وقتله على التلفزيون المباشر بسبب سنوات من الإساءة التي عانى منها. تكشف هذه القصة أنه على الرغم من كراهيته الواضحة لوالده، لا يزال دينت يدعمه، ويدفع ثمن منزل باهظ الثمن بدلاً من السماح له بالعيش في حي فقير. في نهاية الكتاب، يتجادل كل من دينت والشخصيات ذات الوجهين في التفكير، ويصفان دينت بأنه «ضعيف الشخصية». يثبت دينت خطأ ذو وجهين، حيث اختار القفز من مبنى والانتحار لمجرد وضع حد لجريمة الأنا المتغيرة. تتفاجأ ذو الوجهين عندما يظهر قلب العملة مشوهًا، لكنه يلتزم بالقرار ويقفز. أمسكه باتمان، لكن يبدو أن صدمة السقوط (على الأقل مؤقتًا) تدمر الشخصية ذات الوجهين. في باتمان: ذو الوجهين ضربة مرتين!، ذو الوجهين على خلاف مع زوجته السابقة جيلدا غريس دينت، لأنه يعتقد أن زواجهما فشل لأنه لم يكن قادرًا على إنجاب أطفالها. تزوجت لاحقًا من بول يانوس (إشارة إلى إله الأبواب الروماني، الذي كان له وجهان). يحاول ذو الوجهين تصوير جانوس على أنه مجرم من خلال اختطافه واستبداله بموقف، يقوم ذو الوجهين «بتشويهه» بالمكياج. يلتقط باتمان في النهاية تو فيس، ويجتمع جيلدا ويانوس مرة أخرى. بعد سنوات، أنجبت جيلدا توأمين، مما دفع ذو الوجهين للهروب مرة أخرى وأخذ التوأمين كرهائن، حيث يعتقد خطأً أن يانوس قد حملهما باستخدام عقار تجريبي للخصوبة. تكشف نهاية الكتاب أن ذو الوجهين هو الأب الطبيعي للتوائم.

### باتمان: الصمت
في قصة باتمان: الصمت، تم إصلاح وجه دينت عن طريق الجراحة التجميلية، مما أدى على ما يبدو إلى القضاء على الشخصية ذات الوجهين. يأخذ دينتالقانون بين يديه مرتين: مرة باستخدام قدرته على التلاعب بالنظام القانوني لتحرير الجوكر، ثم مرة أخرى بإطلاق النار على القاتل المتسلسل Hush. يتلاعب بالمحاكم لإطلاق سراحه، لأن المدعين العامين في جوثام لن يحاولوا توجيه الاتهام إليه بدون جسد.

### العودة إلى الجريمة
في قصة باتمان وجه الوجه، التي بدأت في ديتكتيف كومكس العدد 817، وكانت جزءًا من قصة DC's One Year Later، تم الكشف عن أنه بناءً على طلب باتمان وبتدريبه، أصبح هارفيث دينت حاميًا لاهالي مدينة جوثام في معظم اوقات غياب باتمان لما يقرب من عام. إنه متردد في تولي الوظيفة، لكن باتمان يؤكد له أنها ستكون بمثابة تكفير عن جرائمه السابقة. بعد شهر من التدريب، يقاتلون فاير بيغ والسيد فريز، قبل أن يغادر باتمان لمدة عام. يتمتع دينتبدوره الجديد، لكن أساليبه أكثر تطرفًا وأقل دقة من أسلوب باتمان. عند عودة باتمان، بدأ دينتيشعر بأنه غير ضروري وغير مقدَّر، مما دفع بعودة شخصية «ذو الوجهين» (التي يراها ويسمعها دينت من خلال الهلوسة). في Face the Face، تفاقم إحباطه بسلسلة من جرائم القتل الغامضة التي يبدو أنها ارتكبت من قبل ذو الوجهين. يتم إطلاق النار على الأشرار KGBeast و Magpie و Ventriloquist و Scarface و Orca مرتين في الرأس بمسدس مزدوج الماسورة. عندما يواجه باتمان دينت بشأن هذه الوفيات، يطلب منه تأكيد عدم مسؤوليته، يرفض دينتإعطاء إجابة محددة. ثم فجر قنبلة في شقته وترك باتمان في حالة ذهول أثناء فراره.
على الرغم من نجاة دينتمن الانفجار سالمًا جسديًا، إلا أنه يعاني من أزمة ضمير ومعركة عقلية مع شخصيته «ذات الوجهين». على الرغم من أن باتمان اكتشف لاحقًا دليلًا على تبرئة دينت من جرائم القتل، وإثبات أنه تم تأطيره على أنه انتقام لجهوده ضد رئيس الجريمة الجديد وارن وايت، المعروف أيضًا باسم القرش الأبيض العظيم، فقد فات الأوان لإنقاذه. مدفوعًا بالاستياء ورد فعل بجنون العظمة لاستجواب باتمان، دينتندوب نصف وجهه بحمض النيتريك ومشرط، ليصبح ذو وجهين مرة أخرى. بعد إلقاء اللوم على باتمان لعودته، بدأ ذو الوجهين على الفور في حالة من الهياج، مهددًا بتدمير حديقة حيوان جوثام (بعد أن احتفظ باثنين من كل حيوان - بما في ذلك اثنان من البشر) قبل الهروب لمحاربة باتمان في يوم آخر. يواجه باتمان في وقت لاحق وايت، مع الاعتراف بأنه لا يستطيع مهاجمة وايت، حيث لا يوجد دليل واضح يدعم استنتاجات باتمان، متعهداً بإبلاغ تصرفات ذو الوجهين of White عندما يواجهان بعضهما البعض في المرة القادمة.
على غلاف فرقة العدالة الامريكية (المجلد 2) رقم 23، يظهر ذو الوجهين كعضو في رابطة الظلم الجديدة. يمكن رؤيته في رحلة الخلاص. ظهر في Battle for the Cowl: The Underground، والذي يظهر آثار موت باتمان على أعدائه. في قوس لونغ شادو لـ جود وينسيك، يدرك ذو الوجهين أن شخصًا آخر قد تولى دور باتمان. يستأجر الناقل عن بعد ويتمكن من التسلل إلى كهف بامان. عندما يحقق باتمان الجديد في الكهف، نصب له ذو الوجهين كمينًا بسهام مهدئة، وفي حالة هلوسة يرى دينت في زي باتمان أحمر وأسود ذو وجهين. ينقذ ألفريد بينيورث البطل من تعذيب ذو الوجهين بعد إخضاع شريكه، وبمساعدته يقنع باتمان ذو الوجهين بأنه فارس الظلام الحقيقي، ويبلغ دينت أن مشكلته تكمن في أنه لا يستطيع تخيل باتمان يتغير لأنه هو نفسه غير قادر على رؤية العالم في أي شيء غير الأسود والأبيض. في شوارع غوثام، كان ذو الوجهين على خلاف مع محامي مقاطعة جوثام الأخير، كيت سبنسر، المعروف أيضًا باسم مانهونتر. تم طرد ذو الوجهين مؤخرًا من مدينة جوثام بواسطة Jeremiah Arkham.

### الجديد 52
في سبتمبر 2011، أعاد الجديد 52 تشغيل استمرارية DC. هنا، تمت مراجعة أصل ذو الوجهين بشكل كبير. هارفي دينتمحامي دفاع ناجح يضم عملائه شقيقتين توأمتين من عائلة ماكيلين الإجرامية، شانون وإيرين. تُجبر الأختان «دينت» على أن يصبح الوكيل القانوني لعائلتهما مدى الحياة. ثم قاموا بوضع عقد على جيمس جوردون وعائلته بأكملها، على الرغم من احتجاجات دينت. نجا آل جوردون من محاولة اغتيالهم، لكن دينت، الملتزم بالسرية بين المحامي والموكل، غير قادر على ثني عائلة ماكيلين عن مواصلة ثأرهم المميت. دفعت المحاولة العنيفة لحياة آل جوردون بروس واين لبدء وتمويل حملة دينتلمحامي المقاطعة. يصبح دينتDA وقد تمت مقاضاة أخوات McKillen والحكم عليهما بالسجن مدى الحياة.
بعد عدة سنوات، عادت إيرين ماكيلين إلى مدينة جوثام لقتل تو فيس، وبالتالي إعادة تأكيد سيطرتها على العمليات الإجرامية لعائلتها. أشعلت عودتها معركة ذروتها بينها، ذو الوجهين، وباتمان. وجهان ندوب ماكيلين بنفس الحمض الذي استخدمته عليه، لكن باتمان يمنعه من قتلها. يواصل باتمان وتو فيس القتال، حيث يحاول باتمان إقناع خصمه بإنهاء ثأره. ثم دعا ذو الوجهين باتمان بـ «بروس»، كاشفاً أنه يعرف هوية باتمان السرية. يكشف ذو الوجهين أنه كافح داخليًا لبعض الوقت حول ما إذا كان سيقتل صديقه السابق، لكنه قرر عدم القيام بذلك لأنه كان سينتهك إحساسه بالعدالة. يختفي بعد المعركة ولا يستطيع باتمان تعقبه. تشير العديد من لوحات باتمان وروبن رقم 28 إلى أن تو فيس ينتحر بإطلاق النار على رأسه.

### إعادة إحياء العاصمة
في عالم DC Rebirth الذي تم إعادة تمهيده، قرر باتمانعلاج ذو الوجهين، وفعل كل ما يتطلبه الأمر. بعد مواجهة مع ذو الوجهين وأتباعه - Killer Moth و Firefly و Black Spider - يأخذ باتمان ذو الوجهين في عهدته، حتى يضطر كلاهما لمحاربة KGBeast. إنهم يهزمون KGBeast، لكنهم أصيبوا بجروح بالغة. يقوم باتمان بتمريض ذو الوجهين للعودة إلى صحته، لكن ذو الوجهين يشتبه في أن باتمانيحاول خيانته ويفرك الحمض في عينيه. يقوم ذو الوجهين وباتمانبإصلاح علاقتهما إلى حد ما من أجل محاربة KGBeast وPenguin وBlack Mask. يخبر باتمان ذو الوجهين أنه يمكنه علاج انقسام شخصية ذو الوجهين. لا يثق ذو الوجهين في باتمان لمساعدته، وبالتالي يهدد بتدمير مدينة جوثام بالغاز السام ما لم يعطه باتمان العلاج. في النهاية، يقوم باتمان بحقن ذو الوجهين بـ «العلاج»، والذي تبين أنه مهدئ يجعل ذو الوجهين فاقدًا للوعي. ثم يأخذ باتمان ذو الوجهين إلى Arkham.
في قصة ديفيس ذو الوجهين، يذهب ذو الوجهين إلى باتم انللحصول على المساعدة. لقد قتل هارفي دينترجلاً لم يستطع إدانته في المحاكمة. ذو وجهان يقول «... هارفي هو الأفضل. عليه أن يكون. وإلا، ما أنا؟»، ثم يقرر مساعدة باتمان وجوردون في إسقاط جماعة كوبرا الإرهابية. في تكملة واتشمان ساعة القيامة، كان ذو الوجهين من بين الأشرار الذين حضروا الاجتماع تحت الأرض الذي عقده ريدلر. في عودة هارلي كوين، بينما يحاول هارلي كوين العثور على معلومات حول -مان بات، واجهوا ذو الوجهين في Arkham Asylum، حيث وجه تهديدات تجاه المجموعة.

## التوصيف

### المهارات والقدرات
قبل تحوله إلى ذو الوجهين، يتمتع هارفي دينت بحياة مهنية ناجحة كمحامي مقاطعة جوثام، وهو طموح لإنهاء وباء الجريمة المنظمة في المدينة. بعد تشويهه، أصبح مهووسًا بالرقم الثاني ومفهوم الازدواجية، وبالتالي يقوم بتدوير الجرائم التي تتمحور حول الرقم الثاني - مثل سرقة المباني التي تحتوي على 2 في العنوان أو تنظيم الأحداث التي ستحدث في الساعة 10:22 مساءا (2222 بتوقيت العسكرية). ذو الوجهين هو رامي اسلحة ماهر، ويستخدم بانتظام مجموعة متنوعة من الأسلحة النارية مثل المسدسات والبنادق وقاذفات القنابل اليدوية وبنادق تومي والسكاكين وقاذفات الصواريخ خلال معاركه مع باتمان. لتحسين كفاءته في استخدام الأسلحة النارية، يستأجر ذو الوجهين قاتل الرماية الحاد Deathstroke لتدريبه. يستخدم في المقام الأول مسدسات مزدوجة، وأصبح ماهرًا بشكل خطير معهم. يكشف فيلم باتمان، مواجهة ذو الوجهين قصة أن باتمان، قبل وقت قصير من مغادرته جوثام لمدة عام، يدرب دينتعلى نطاق واسع في أعمال المباحث والقتال اليدوي.

#### جيلدا دنت
جيلدا دينت  هي زوجة هارفي دينت. ظهرت شخصيتها لأول مرة في ديتيكتيف كوميكس العدد # 66، إلى جانب زوجها هارفي، وأصبحت شخصية متكررة في قصص باتمان التي تتضمن ذو الوجهين.

#### بروس واين
شخصية باتمان البديلة، بروس واين، هو صديق مقرب لهارفي دينت، بينما قبل أن يصبح ذو وجهين، كان هارفي أيضًا أحد حلفاء باتمان الأوائل، قبل شراكة باتمان مع جيمس جوردون. تعود صداقتهما إلى أول ظهور لهارفي في فيلم Detective Comics، حيث يشير إليه باتمان كصديق له ويطلب منه عاطفيًا التخلي عن حياته الإجرامية. بسبب هذه العلاقة، يعتبر ذو الوجهين أحد أكثر أعداء باتمان شخصيًا. في القصص المصورة، يظهر أن بروس يعتبر سقوط هارفي فشلاً شخصياً، ولم يستسلم أبدًا في إعادة تأهيله.
ثبت بشكل قانوني أن هارفي يعرف أن بروس واين هو باتمان. تم تقديم معرفة الشخصية بهوية باتمان السرية في قصة The Big Burn من سلسلة باتمان وروبن 2011 لبيتر توماسي  وتم عرضها في الرسوم الهزلية اللاحقة مثل فيلم All-Star باتمانلسكوت سنايدر. في Detective Comics # 1021، يعترف هارفي لباتمان بأنه يحافظ على سرية هويته من شخصيته ذات الوجهين من أجل حمايته.

#### رينيه مونتويا
تربط بين رينيه مونتويا وهارفي دينت علاقة معقدة، قدمها الكاتب جريج روكا في العدد السادس عشر من سجلات باتمان لعام 1999،  حيث يتواصل رينيه مع شخصية تو فيس دينتويتعامل معه بلطف. تستمر علاقتهم مع قصة التقاطع "No Man's Land". في عدد واحد، أرسل هارفي زهورًا إلى رينيه بمناسبة عيد ميلادها وزارته رينيه في Arkham Asylum. يطور هارفي في النهاية مشاعر رومانسية تجاه رينيه، والتي لم يعدها رينيه. سيتحول هذا الحب من طرف واحد إلى هوس غير صحي بها، مما سيؤدي إلى خرابها المهني والشخصي ؛  في قصة جوثام سنترال المكونة من خمسة أجزاء، هاف إيه لايف، تحاول تو فيس تدمير حياة رينيه بتأطيرها بالقتل، وإظهارها على أنها مثلية، وتنظيم هروب من السجن لجعلها هاربة، لذا فإنها ستفعل ذلك. ليس لديها ما يمنعها من رد حبه.
بعد سنوات من إصدار Half A Life، قام Rucka بإعادة توحيد الاثنين في Convergence: The Question في عام 2015، بعد عودته إلى DC Comics بعد مغادرته الشركة في عام 2010. في القصة، ينقذ رينيه هارفي النادم من قتل نفسه ويقنعه بأنه رجل طيب.
تحدثت Rucka عن علاقة الشخصيات في مقابلة مع كتاب رسوم هزلية:

#### كريستوفر دنت
كريستوفر دينت هو والد هارفي دينت المسيء والمدمن على الكحول، وقد تم تقديمه لأول مرة في القصة الأصلية ذات الوجهين عين الناظر (باتمان السنوي رقم 14). غذت الصدمة التي تلقاها هارفي من إساءة معاملة والده المستمرة العذاب الداخلي الذي حوله في النهاية إلى وجهين.

## الشخصيات الأخرى المسماة ذو الوجهين

### ويلكينز
كان المحتال الأول ويلكينز، كبير خدم هارفي دينت، الذي يستخدم المكياج ليشير إلى أن دينت قد عانى من انتكاسة وشوه وجهه. هذا من شأنه أن يمنح ويلكنز الغطاء لارتكاب الجرائم بدلا من ذو الوجهين.
غبي جدا

### بول سلون
أصبح بول سلون هو المحتال الثاني في فيلم ذو الوجهين. الممثل سلون مشوه بحادث على مجموعة فيلم سيرة ذاتية عن وجهين. حدث هذا عندما شعر صبي الدعامة الذي يعمل في الفيلم بالغيرة من حقيقة أن صديقته أصيبت بسحق سلون. يتسبب هذا في قيام رجل الدعامة بإيقاف الماء بالحمض الفعلي الذي كان من المقرر استخدامه في مسرح المحاكمة. يستقر العقل سلوان، وانه بدأ يفكر انه دنت. يستعيد سلوان بعضًا من شخصيته، لكنه يستمر في ارتكاب الجرائم بصفته ذو الوجهين. يتم إعادة استخدام سلوان في قصص لاحقة من Earth-Two مثل ذو الوجهين II من Earth-Two حيث يظل Earth-Two ذو الوجهين الأصلي ملتئمًا. تم إحياء سلوان في الاستمرارية الحالية كخليفة ذو الوجهين،  الرغم من عدم استبداله Dent كما حدث في قصة Earth-Two المحددة السابقة.
بعد حدث Crisis on Infinite Earth، ظهرت شخصية باول سلوان ، ذات التاريخ شبه المطابق لإصدار ما قبل الأزمة، في Detective Comics # 580-581. في صورة مزدوجة، يوظف هارفي دينت (بصفته ذو وجهين) طبيب الجريمة لإعادة تشكيل سلون. يقوم دينتب هذا بدافع من الشعور بالغيرة والأمل في أن يرتكب سلون الجرائم بناءً على الرقم الثاني، مما يربك باتمان. في نهاية القصة، يتعافى سلون مرة أخرى جسديًا وذهنيًا.
تم تقديم بول سلون إلى استمرارية ما بعد ساعة الصفر كمجرم يسمى الدجال في المباحث كاريكاتير # 777 (فبراير 2003). في هذا التجسد، تم تعيين Sloan (التي تم تهجئتها الآن بدون حرف e صامت) من قبل Joker و The Penguin و Riddler و Mad Hatter و The Scarecrow و Killer Moth ليأخذ مكان ذو الوجهين في مخطط لقتل باتمان. لقد عرضوا في الأصل على ذو الوجهين الجزء في المخطط، لكن عملته سقطت على الجانب غير المشوه. أثناء انتحاله لشخصية ذو الوجهين، اكتشف باتمان أن هذا ذو الوجهين كان محتالًا عندما قتل حارس أمن دون استشارة العملة المعدنية. عندما يتعلم ذو الوجهين الحقيقي عن هذا، يلتقط Sloan ويشوه وجهه. ثم يختبر الفزاعة عليه سموم الخوف. مدفوعًا بالجنون والحرمان من الخوف، يصبح الدجال مهووسًا بالانتقام من المجرمين الذين وظفوه وإكمال مهمته لقتل باتمان. هزم باتمان Charlatan وسجن في Arkham Asylum.

### جعفر خبازة
المحتال الثالث لـذو الوجهين هو المجرم الصغير جورج بليك الذي توفي بنفسه كمدير لمعرض لمكافحة الجريمة. ومع ذلك، فهو ليس مشوهًا في الواقع، لكنه يضع مساحيق التجميل. علاوة على ذلك، يتم ارتداء مكياجه على الجانب الآخر من وجهه لهارفي دينت أو بول سلون، مما مكن باتمان بسهولة من التعرف عليه على أنه محتال. باتمان يهزم جورج بليك ويمسح اسم هارفي دينت.

### باتمان وذو وجهين
وتجدر الإشارة أيضًا إلى قصة عام 1968 حيث تحول باتمان نفسه مؤقتًا إلى ذو الوجهين عبر جرعة.

### هارفي كينت
كما ذكرنا سابقًا، يعود هارفيث دينت كذو الوجهين في السبعينيات. مع إنشاء الكون المتعدد، يُقال إن ذو الوجهين للأرض اثنين (أي الشخصية التي شوهدت في قصص العصر الذهبي الأصلية) هي هارفي كينت، الذي لم ينتكس بعد علاجه. كان آخر ظهور لنسخة العصر الذهبي من ذو الوجهين في Superman Family # 211 (أكتوبر 1981)، وتصوره كضيف في زواج بروس ويين و Selina Kyle (Catwoman). يلتقي لويس لين وكلارك كينت، ويؤدي اسمه المشترك مع الأخير إلى حدوث ارتباك.

### اثنان من «ذو الوجهان»
في باتمان العدد 700، الذي أنشأ تيري ماكجينيس كجزء من DC Universe canon، تم الكشف عن أن ذو الوجهين-خطفوا الرضيع تيري، جنبًا إلى جنب مع كارتر نيكولز البالغ من العمر 80 عامًا، وحاولوا تشويههم بالأسلوب جوكر. تم إحباط خططه من قبل داميان واين، ابن روبن الخامس وباتمان البيولوجي. على عكس النسخة الأصلية ذات الوجهين، وُلد هذا الإصدار من الشخصية مشوهًا بوجه ثانٍ، بدلاً من أن يتشوه بالحامض أو النار، ويقلب عملتين بدلًا من واحدة. ثم يُقتل عندما سقطت عليه آلة. تم ذكر فيلم ذو الوجهين آخر لفترة وجيزة خلال قصة DC One Million، عندما يعلق باتمان في القرن 853 على كيفية هزيمة هذا الشرير عندما أقنعه باتمان الثاني أن قانون المتوسطات أثبت أن رمي العملة المعدنية له في النهاية تجعله يتخذ قرارات «جيدة» أكثر من قراراته «السيئة».

## إصدارات بديلة
يسمح عدد من الأكوان البديلة في منشورات دي سي كوميكس للكتاب بتقديم اختلافات في ذو الوجهين، حيث تختلف أصول الشخصية وسلوكها وأخلاقها عن الإعداد السائد.

### عودة فارس الظلام
في الإعداد المستقبلي البديل لعودة The Dark Knight، تعيد الجراحة التجميلية وجه دينتإلى طبيعته، ولكن بتكلفة غير متوقعة تتمثل في تدمير شخصية هارفي دينتالطيبة بشكل دائم. يُترك الرجل ذو الوجهين الوحشي في سيطرة دائمة - لدرجة أن أحد أتباعه يشير إليه الآن باسم «الوجه» فقط. يحاول تفجير برجي جوثام التوأم ووجهه مغطى بالضمادات، بنية الموت في الانفجارات. ثم يرى جانبي وجهه على أنهما مصابان بالندوب، أو كما قال لاحقًا لباتمان عندما أمسك به، «على الأقل يتطابق كلا الجانبين». في وقت لاحق من السلسلة، يصف طبيبه النفسي (الذي يوصف بأنه غير كفء تمامًا) حالة دينتبأنها «تتعافى بشكل جيد».

### باتمان بالأبيض والأسود
يحتوي ذو الوجهين على قصة قصيرة موجزة في العدد الأول من باتمانBlack and White، في الفيلم الهزلي بعنوان "Two of a Kind" والذي يظهر فيه خضوعه لجراحة تجميلية لاستعادة هويته الأصلية كـ هارفيث دينت، إلا أنه يعاني من انتكاسة عند خطيبته. - طبيبه النفسي السابق - تم الكشف عن أن لديه أخت توأم نفسية تقتل أختها وتجبره على أن يصبح ذو وجهين مرة أخرى من أجل الانتقام منه.

### العالم الآخر
- في الجدول الزمني لـ Gotham by Gaslight، كان مسؤولاً عن التعامل مع القضية ضد بروس ويين، الذي تم تأطيره لكونه Jack the Ripper. بعد نجاح القضية، تم تدمير صداقة هارفي وبروس. أثناء التقارب، تمركز هذا Dent في Telos، هارفيث دينت، في هذه المرحلة بعد أن أصيب بنصف وجهه وأصبح الشرير Double Man، بالإضافة إلى أعضاء آخرين في معرض Batman's Victorian rogues، تم استدعاؤهم بواسطة Mister Atom of Earth-S لمحاربة الكابتن مارفل وعائلة مارفل.[55]
- في قصة Elseworlds باتمان: في Darkest Knight، هارفي دينت هو المدعي العام لمقاطعة جوثام ولا يثق في Green Lantern (الذي هو في هذا الواقع هو بروس ويين) بسبب تكتيكاته الأهلية، والتي ازدادت سوءًا بسبب عدم ثقة المفوض جوردون في Lantern بسبب محضه. قوة. Sinestro، بعد أن أصبح مشوشًا من امتصاص عقل Joe Chill، ثم يندب وجه Dent ويمنحه قوى مماثلة لتلك الموجودة في Evil Star الاستمرارية الرئيسية. يطلق على نفسه اسم Binary Star ويعمل مع Star Sapphire (التي هي في هذا الواقع سيلينا كايل).[56]
- في The Doom That Came To Gotham، قصة Elseworlds مبنية على "The Doom That Came To Sarnath"، في جبال الجنون والأعمال الشاملة لـ HP Lovecraft، تحور هارفي دينتبشكل مخيف على الجانب الأيمن من جسده بواسطة تاليا آل غول، وتستخدم كقناة لطقوس تهدف إلى إحياء والدها، الساحر القديم رأس الغول، لإنهاء مدينة جوثام والعالم. تم قتله من قبل باتمان بنهاية القصة.[57]
- يظهر ذو الوجهين أيضًا في Elseworlds Daredevil / Batman: Eye for a Eye Crossover، بالاشتراك مع Marvel villain Mr. Hyde لغرض استخدام Hyde كـ «حاضنة» لتنمية شريحة عضوية، وإعطاء أدوية Hyde لتسريع هذا الأمر. عملية (بغض النظر عن حقيقة أن هذا من شأنه أن يقتله). تم الكشف أيضًا في هذا الكتاب أن هارفي دينت كان في يوم من الأيام صديقًا لمات موردوك، وهو دارديفيل سرًا. قبل تشويهه، كان دينت يؤمن بإعطاء المجرمين فرصة لإعادة التأهيل، بينما كان موردوك يؤمن بالعدالة النهائية. بعد أن عكس نظرته إلى ما كان يعتقده دينت ذات مرة، يتحدث موردوك عن وجهين من قتل هايد دون استخدام ذو الوجهين عملته المعدنية. ومع ذلك، تصر شركة ذو الوجهين على أن هذا الفعل هو مجرد «آخر عمل لهارفي دينت».[58]
- في قصة Elseworlds Batman: Masque، وهو مسرحية من The Phantom of the Opera، يأخذ دينتدور Phantom، كراقص سابق مشوه بعد إصابته بحروق خطيرة في الجانب الأيسر عندما تم القبض عليه في منتصف مواجهة بين باتمان ومجرم.[59]
- في كتاب Elseworlds Batman: Crimson Mist، الجزء الثالث من الثلاثية التي بدأت مع باتمان&amp; Dracula: Red Rain، حيث أصبح باتمان مصاص دماء، ذو الوجهين، بعد أن تم تشويهها مؤخرًا فقط، تشكل عصابة جديدة برفقة Killer Croc كعضلاته ويؤسس تحالفًا مع المفوض جوردون وألفريد بينيورث لإيقاف باتمان عندما يدفعه عطشه المجنون للدم لقتل أعدائه القدامى. بعد أن يُعتقد أن باتمان قُتل في كهف باتكاف القديم، ينقلب تو فيس على الرجلين، مما يجبر ألفريد على الفرار وإنقاذ باتمان بينما يقتل غوردون رجال تو فيس. أثناء مواجهته لـ Gordon، قاطعه باتمان ذو الوجهين، واستعاد الحياة بعد أن ضحى ألفريد بنفسه حتى يتمكن دمه من استعادة سيده. يقود باتمان اثنين من صواميل القوس والنشاب في كل جانب من رأس ذو الوجهين - «واحد لكل وجه».[60]
- في قصة Elseworlds، تم الكشف عن باتمان/ Tarzan: Claws of the Cat-woman، المستكشف والمغامر Finnegan Dent بسرقة القطع الأثرية المقدسة لقبيلة أفريقية في مدينة Mnemnom المفقودة. أثناء لقاء مع باتمان وطرزان - كان طرزان يزور مدينة جوثام لحضور الأعمال عندما علم باتمان بجدول أعمال دينتالحقيقي، وتعاون مع فارس الظلام لمساعدته على منع دينتمن الإغارة على المدينة - نصف وجه دينتتم تحطيمه بواسطة أسد مما دفعه إلى اتخاذ قرار البقاء في منمنوم وإثبات نفسه كحاكم لها على أساس أن المجتمع لن يكون له مكان لرجل نصف وجه. شوهد آخر مرة وهو مغلق في مقبرة حكام منمنوم بعد أن تسبب في انفجار في معركة مع طرزان وباتمان، طرزان أبلغ دينتوهو يأخذ باتمان اللاوعي إلى بر الأمان أن إعادة دينتإلى جوثام لمواجهة المحاكمة هو باتمان. فكرة العدالة بدلا منه. أخبر لاحقًا باتمان أن دينتمات عندما تحطمت الأنقاض المتساقطة التي أطاحت باتمان فاقدًا للوعي.[61]
- في قصة Elseworlds، تم تصوير Batman: Two Face، ذو الوجهين في العصر الفيكتوري، حيث عارضه صديقه بروس واين بعد أن استخدم بروس جرعة على نفسه ابتكرها لمحاولة علاج شخصية ذو الوجهين المنقسمة. يسمح له مصل واين بالتصرف كباتمان خارق، لكنه يعلم في النهاية أن الجرعة أعطته أيضًا شخصية منقسمة في شكل قاتل لا يرحم يُعرف باسم الجوكر. عندما يدرك بروس حقيقة حالته الجديدة، فإنه يسلم اعترافًا إلى جوردون وتو فيس قبل أن يسمح لنفسه بالموت بينما يتحول إلى جوكر مرة أخرى، يأخذ دينتمصل واين المثالي لتحقيق الاستقرار في حالته العقلية والسماح له بالتصرف مثل باتمان الجديد.
- في قصة Elseworlds Catwoman: حدائق جوثام، عارضت عارضة الأزياء دارسي دينتنصف وجهها عندما استأجرت عارضة أزياء منافسة قاتل محترف لربط كريم وجهها بالحامض. على عكس ذو الوجهين العادي، لا تعتمد دارسي على قرعة العملة لاتخاذ قراراتها، كما أنها لا تعاني من أي نوع من اضطرابات الشخصية. دافعها هو ببساطة الانتقام من المسؤولين عن تشويهها، وفكرة تشويه وجوه ضحاياها وارتداء بدلة عمل نصفها مع البيكيني المعدني المسنن.[62]

### إثارة بالجريمة
فيBatman: Thrillkiller universe، هناك إصداران من اثنين من ذو الوجهين. أحدهما هو المحقق دويل، وهو ضابط فاسد في قسم شرطة مدينة جوثام، وقد تشوه وجهه بطريقة مشابهة لإصدار ذو الوجهين في الاتجاه السائد. تم القبض على Duell في نهاية Batgirl وروبن الاثارة # 1-3. في التكملة، باتجيرل وباتمان: الاثارة بالجريمة '62، هارفي دينتهو المدعي العام الجديد للمقاطعة. يظهر في النهاية كرئيس بلدية جوثام الجديد.

### الأرض الثالثة
يتميز فيلم الأرض الثالثة الجديد بنظيرته الأنثوية البطولية لـ ذو الوجهين: Evelyn "Eve" Dent - "Three-Face" - والدة Duela Dent (إشارة إلى الفيلم الكلاسيكي، The وجوه حواء الثلاثة (فيلم)). انتمائها الأصلي إلى عائلة ريدلير البطولية (مثل عائلة باتمان المماثلة)؛ شملت نفسها، Quizmaster، الجوكر، Daughter (ابنتها Duela). كانوا في وقت لاحق جزءًا من العدالة السرية لألكسندر لوثر، معارضة نقابة الجريمة في ألترامان.
لدى إيفلين ثلاث شخصيات (غير عقلانية وعملية ومتعة). لتصوير هذا، ترتدي زيًا مقسمًا إلى ثلاثة أجزاء. يفضل جانبها الأيمن الأقمشة الصاخبة مثل النقاط المنقطة أو المخططة أو البلايد ؛ يفضل جانبها الأيسر مطبوعات الحيوانات مثل النمر أو النمر ؛ والمركز شريط عريض من اللون الأخضر. فوق ثوبها، ترتدي سترة جلدية عبارة عن سترة منفوخة بنية على اليمين وسترة سوداء لراكبي الدراجات النارية على اليسار. وجهها ليس به ندوب ولكنه عادة ما يكون مطليًا باللون الأبيض بالكامل مع خط عمودي أخضر في المنتصف وأحمر شفاه أخضر داكن أو أسود ؛ تظهر أحيانًا ووجهها منقسم إلى اللون الأخضر الفاتح على اليمين، والأبيض في المنتصف، والبنفسجي على اليسار. ينقسم شعرها الأسود إلى قصير قصير إلى اليمين (أحيانًا مصبوغ باللون الوردي أو الأحمر)، وطول كتف البالية على اليسار، والموهوك في المنتصف. تحمل مسدسًا في جراب معلق على فخذها الأيمن.
في وقت لاحق لديها ذراع أيسر إلكتروني بعد أن قامت Superwoman بتشويهها وتركها للموت.

### جوثام من جاسلايت
في جوثام جاسلايت، ذو الوجهين هو قاتل متسلسل يُدعى «الرجل المزدوج»، كما هو مذكور في Countdown: Arena.

### الظل كاريكاتير
على الأرض المظلمة، هارفي دينت رجل أمريكي من أصل أفريقي يتمتع بقوى نفسية وهو ذلك الرجل الخارق في العالم، على الرغم من أنه لا يوجد لديه أوجه تشابه أخرى مع الشخصية ذات الوجهين.

### نقطة مضيئة (فلاش بوينت)
في الجدول الزمني البديل فلاش بوينت Flashpoint، هارفيث دينت هو قاضٍ. عندما يختطف جوكر أطفال دينت، يطلب دينتمن توماس واين (باتمان ذلك الكون) المساعدة في بحثهم، ويوافق على فعل أي شيء يطلبه. يحذر دينت واين من أنه سيغلق كل شيء يمتلكه وين، بما في ذلك واين كازينوهات، ما لم يتم إنقاذ أطفاله. يحدد القائد جيمس جوردون مكان جوكر مع أطفال دينتفي واين مانور، ويدخل دون أي دعم. يتم خداع جوردون لإطلاق النار على ابنة دينت، حيث تم تسجيلها على كرسي وتنكر في زي جوكر. ثم يظهر جوكر ويقتل جوردون قبل وصول باتمان. يندفع باتمان ويتمكن من إنقاذ ابنة دينتمن خلال إنعاشها. ثم ينقلهم باتمان بعيدًا عن الجوكر.

### مغامرات باتمان
في مغامرات باتمان، التي باتمان (مسلسل رسوم متحركة المنتج عام 1992)، يكون ذو الوجهين على وشك الشفاء عندما يقنعه الجوكر بأن خطيبته، Grace Lamont، تخونه مع بروس ويين. شخصيته الشريرة تترسخ مرة أخرى ويختطف جريس. أحبط باتمان وروبن خطته وأعادوه إلى أركام. في غضون ذلك، تدرك جريس أن دينتلن يشفي أبدًا وتتركه.
في عدد آخر، أصبحت حياة ذو الوجهين في حالة من الفوضى عندما فقد عملته المعدنية أثناء اختراق غير مخطط له من أركهام، واستبدلها بربع. يهدد Little Jonni Infantino، العقل المدبر وراء الاختراق، بإيذاء غراس إذا لم يقدم ذو الوجهين معلومات عن أحد سفاحي روبرت ثورن: Weird Tony Hendra، إحدى القضايا الأخيرة لـ هارفيث دينت كمدعي عام. يتصل ذو الوجهين بهاتف عمومي ويحذر غارس للخروج من شقتها قبل أن يتمكن إنفانتينو من الوصول إليها. في وقت لاحق، شوهدت غريس تبكي في مطعم صيني، وتدعو بروس واين لتخبره أن دينتأنقذ حياتها ؛ يعني ضمناً أن النعمة ما زالت تحبه. يتغلب باتمان وروبن على إنفانتينو وعصابته، لكن تو فيس يحاول قتله على أي حال.
في قصة «يوم لوكي»، يأخذ ذو الوجهين وعصابته عرض ألعاب كرهائن للانتقام من أحد المتسابقين - ليستر دينت، والده ؛ يشير ذو الوجهين إلى أن ليستر هو مدمن على القمار قام بمعاملة والدة هارفي بوحشية كلما خسر.
وفقًا لـ Ty Templeton، كان لدى كاتب السلسلة دان سلوت العديد من الأفكار لقصص ذو الوجهين للمسلسل، ولكن تم إلغاء المسلسل قبل التمكن من صنع العديد من هذه الأفكار.

### باتمان: إيرث وان
في الرواية المصورة، باتمان: إيرث وان، لدى هارفي دينتأخت توأم تدعى جيسيكا، والتي كانت صديقة لبروس واين من المدرسة الإعدادية. في بعض الأحيان، كان هارفي دينتيتنمر على بروس، نظرًا لسمعة عائلته الأم (الذين هم أركهام بدلاً من كانز) في النهاية سيصبح مجنونًا، مما أدى في وقت ما إلى أن الصبيان كانا يتشاجران. بعد بلوغ التوأم سن الرشد، أصبح هارفي المدعي العام لمدينة جوثام، وجيسيكا كرئيسة لمجلس المشرفين في المدينة. كما أنهم أعداء سياسيون لرئيس بلدية جوثام الفاسد أوزوالد كوبلبوت. جيسيكا تتولى منصب Cobblepot كرئيس للبلدية بعد مواجهته مع باتمان، والتي أدت إلى وفاته وتم الكشف عن جرائمه بعد وفاته.
في المجلد الثاني، تكتشف جيسيكا أن بروس هو باتمان، ويتبادل كل منهما العاطفة الرومانسية التي كانا يشعران بها تجاه بعضهما البعض منذ الطفولة. ومع ذلك، بعد أن قتلت سال ماروني هارفي، تعرضت جيسيكا للتشوه في أعقاب الحادث عندما ضغطت على وجهها ضد حروق هارفي، وكان تبادلها الأخير مع بروس يشير إلى أنها طورت شخصية منفصلة مع شقيقها كشخصية أخرى.
جيسيكا هي في الأساس الشرير في المجلد الثالث، حيث يظهر انقسام شخصيتها الجديد كهلوسة لهارفي باعتباره الوجه الثنائي «التقليدي»، مما دفعها إلى إشعال حرب العصابات.

### ما وراء باتمان
في عالم باتمانBeyond، تم الكشف عن ذو االوجهين ليتم إعادة تشكيلها إلى هارفي دينت مرة أخرى. على الرغم من أنه لم يكن محاميًا محليًا مرة أخرى بسبب انتهاء شروطه بالفعل، إلا أنه ساعد المدينة في وضع قانون يمنع الأشرار المتوفين من الحصول على مقابر عامة من أجل منع الاستشهاد، بما في ذلك إخفاء جثثهم عن أعين الجمهور.

### الظلم الآلهة بيننا
في فيلم In the إنجاستس: غودز أمونغ أص الكوميدي المسبق، تحطمت ذو الوجهين بثًا مباشرًا على قناة إخبارية في Gotham، بعد أن قتلت متحدثًا ضيفًا وأخذت مكانه. استأنف هوسه بالازدواجية الإجراءات الأخيرة لسوبرمان بسبب تدمير مدينة متروبوليس ونصف الأمة لصالح أفعاله الأخيرة والآخر لا، كما يعترف تو فيس نفسه، «لم أستطع البقاء بعيدًا. حاولت. لكن العملة...». يقوم ذو الوجهين بقلب عملة توقيعه ليقرر أي من المراسي التي سيقتلها عندما تتبخر العملة بسبب انفجار رؤية سوبرمان الحرارية قبل أن تتاح لها فرصة الهبوط في يده. يلوح ذو الوجهين بالصدمة والغضب والخسارة ببندقيته في Man of Steel ولكن يتم تدمير السلاح بسهولة. ثم يتم إخضاع ذو الوجهين من قبل حراس الأمن في محطة الأخبار وشوهد آخر مرة في Arkham Asylum في سترة مقيدة عندما يواجه باتمان وجناح الليل سوبرمان والمرأة المعجزة وسايبورغ وروبن. بينما لا يزال ذو الوجهين مقيدًا ومقيّدًا، يشهد الأبطال وهم يتجادلون ويحاولون مهاجمة روبن أثناء أعمال الشغب التي قام بها هارلي كوين، ولكن تم طرده بواسطة أحد سهام الملاكمة الخاصة بـ Green Arrow. 

### قنابل دي سي كوميكس
في تاريخ بديل تم تعيينه في عام 1941، يصور العدد 13 من فيلم DC Comics Bombshells الهزلي هارفي دينتباعتباره العمدة المنتخب حديثًا لمدينة جوثام. على الرغم من انتخابه على أساس برنامج دعم لاجئي الحرب العالمية الثانية من أوروبا، إلا أنه أصبح انعزاليًا مناهضًا للمهاجرين في منصبه، ويتعهد بقمع الحراس تحت شعار «اجعل جوثام ذهبية مرة أخرى». يعترف تيم دريك بهذا باعتباره «رمزًا سياسيًا ثقيلًا ولكنه غير مريح في الوقت المناسب» لدونالد ترامب، الذي ينجذب دينت إليه. خلال الإصدار، تم الكشف عن أن تغيير دينتيرجع إلى كونه يتحكم في عقله بواسطة Hugo Strange، ويتم تحرير Dent من تأثير الأستاذ في النهاية. بعد أن تم إنقاذ دينت، كرس نفسه لمساعدة بات جيرلز في قضيتهم. خلال معركة بين Killer Frost و Reaper، ينقذ Harvey أليسا يوه ونيل ليتل من أحد انفجارات Killer Frost، مما يتسبب في تجميد نصف وجهه وتسميره من قضمة الصقيع الشديدة. إن تلف وجه هارفي لا يدفعه إلى الجنون، حيث تذكره بات جيرلز أنه منذ أن حصل عليه من المخاطرة بحياته لإنقاذهم، فإنه يظهر أنه أكثر من وجهين. يُنظر إليه في عرينهم بمثابة خادمهم على غرار ألفريد بينيورث.

### باتمان 66
ظهر ذو الوجهين في «الحلقة المفقودة» لباتمان 66.

### باتمان / سلاحف النينجا
في لعبة كروس باتمان/ Teenage Mutant Ninja Turtles، تم تحويل ذو الوجهين إلى قرد متحور كواحد من مختلف زملائه في Arkham بواسطة Shredder and Foot Clan لمهاجمة باتمان وروبن. تم القبض على باتمان، لكن روبن تمكن من الهرب. ثم يصل سلاحف النينجا وSplinter، حيث تهزم سبلينتر الأشرار المتحولين، بينما يستخدم باتمان درعه الجديد Intimidator Armor لهزيمة Shredder وتهزم السلاحف رأس الغول. في وقت لاحق، أخبر جوردون باتمان أن علماء الشرطة تمكنوا من إعادة ذو الوجهين وبقية السجناء المتحولين في Arkham إلى الوضع الطبيعي وهم حاليًا في حجز ARGUS.

### الإمبراطور جوكر
في قصة "الإمبراطور جوكر "، عندما سرق الجوكر قوة تزييف الواقع للسيد مكسيزبتلك، قام بتشويه الواقع على صورته الخاصة. هنا، كان ذو الوجهين مخلوقًا صغيرًا يشبه القطيفة كان خادمًا لـ Harley Quinn. كان لديه ميل إلى الإغراءات المزدوجة، مثل السخرية من القارئ "إذا كنت تعتقد أنني صغير، يجب أن ترى الدولار الفضي!" 

### قدوم المملكة
في قصة قدوم المملكة، عندما تم نقل باوير غيرلز لفترة وجيزة إلى نسخة أخرى من ما قبل Crisis Earth-2 بواسطة Gog، علمت أن الجوكز في هذا العالم حاول ذات مرة التعامل مع الشيخوخة والتقاعد '' لمعرض باتمان القديم Rogue's Gallery من خلال تكرار أحداث إنشاء ذو الوجهين، مهاجمة المدعي العام الجديد للمقاطعة Harvey Sims لإنشاء وجهين جديدين تمامًا كما كان يقترح على Helena Wayne، فقط من أجل هجوم Joker الذي ترك سيمز مشوهًا ومحصورًا في المستشفى بدلاً من قيادته مجنون.

### باتمان: وايت نايت
يتميز ذو الوجهين بمظهر بسيط في سلسلة 2017 باتمان: وايت نايت حيث تم خداع دينت، إلى جانب العديد من الأشرار الآخرين في باتمان، من قبل جاك نابير (الذي كان في هذه الحقيقة جوكر تم إجباره على تناول جرعة زائدة من الحبوب من قبل باتمان مما شافاه مؤقتًا من جنونه) في شرب المشروبات التي كانت مليئة بالجزيئات من جسم كلايفيس. تم ذلك حتى يتمكن نابير، الذي كان يستخدم تقنية Mad Hatter للتحكم في كلايفيس، من التحكم فيها عن طريق قدرة كلايفيس على التحكم في أجزاء من جسده التي تم فصلها عنه. يتم استخدام دينتوالأشرار الآخرين بعد ذلك لمهاجمة مكتبة كان نابير نفسه له دور فعال في بنائها في إحدى المناطق الأكثر فقراً في مدينة جوثام. لاحقًا في القصة، سُرقت قبعة التحكم من قبل نيو جوكر (هارلي كوين الثاني، الذي شعر أن جاك نابير كان شذوذًا مثيرًا للشفقة بينما كان جوكر هو الشخصية الحقيقية والجميلة)، في محاولة لجعل نابير يطلق سراح جوكر شخصية.

## في وسائل الإعلام الأخرى
قدم هارفي دينتأول ظهور له في فيلم باتمان عام 1989، وصوره بيلي دي ويليامز.
تومي لي جونز يصور دينتفي باتمان للأبد.
آرون إيكهارت يصور هارفي «ذو الوجهين» دينتفي فارس الظلام.
يصور نيكولاس داجوستو دينت في المسلسل التلفزيوني المباشر جوثام.